# Anatoli Filatow (Eishockeyspieler)
Anatoli Alexejewitsch Filatow (russisch Анатолий Алексеевич Фила́тов; * 28. April 1975 in Ust-Kamenogorsk, Kasachische SSR) ist ein ehemaliger kasachischer Eishockeyspieler, der den Großteil seiner Karriere bei Torpedo Ust-Kamenogorsk spielte, mit dem er 2005 kasachischer Meister wurde.

## Karriere

### National
Anatoli Filatow begann seine Karriere als Eishockeyspieler in seiner Heimatstadt im Nachwuchsbereich von Torpedo Ust-Kamenogorsk. Für dessen Profimannschaft spielte der Angreifer in der Saison 1992/93 erstmals in der Internationalen Hockey-Liga, der höchsten Spielklasse der Gemeinschaft Unabhängiger Staaten. Beim NHL Entry Draft 1993 wurde er in der siebten Runde als 158. Spieler von den San Jose Sharks gezogen, die ihn aber nicht unter Vertrag nahmen. Im selben Jahr wählte ihn Niagara Falls Thunder im CHL Import Draft als insgesamt 18. Spieler aus, womit er der erste Kasache war, der in der Geschichte dieses Drafts gezogen wurde. Für den Klub absolvierte er jedoch in der Ontario Hockey League in zwei Spielzeiten lediglich 16 Spiele. Anschließend kehrte er nach Ust-Kamenogorsk zurück, wo er auch in den Folgejahren häufig spielte und mit Torpedo 2005 Kasachischer Meister wurde. Unterbrochen wurde die Zeit in seiner Heimatstadt immer wieder durch Engagements bei russischen Klubs. Nachdem er 2006 bereits einmal seine Karriere beendet hatte, kehrte er 2011 nochmal aufs Eis zurück und spielte zwei Jahre mit Delowaja Rus Kaliningrad in der litauischen Liga. Dort war er in seiner letzten Saison auch Spielertrainer.

### International
Für Kasachstan nahm Filatow im Juniorenbereich zunächst an der U18-Asien/Ozeanien-Meisterschaft 1993 teil, als er als Topscorer maßgeblich zum Titelgewinn der Kasachen beitrug. Im selben Jahr spielte er auch bei der Qualifikation zur U20-C-Weltmeisterschaft. 
Im Seniorenbereich stand er im Aufgebot seines Landes bei den C-Weltmeisterschaften 1994 und 1996 sowie den B-Weltmeisterschaften 1997, 1999 und  2000. Nach der Umstellung auf das heutige Divisionensystem spielte er in der Division I 2002 und der Top-Division 2004. Zudem vertrat er seine Farben bei der erfolgreichen Qualifikation für die Olympischen Winterspiele in Turin 2006.

## Erfolge und Auszeichnungen
- 1993 Goldmedaille bei der U18-Asien/Ozeanien-Meisterschaft
- 1993 Topscorer bei der U18-Asien/Ozeanien-Meisterschaft
- 1996 Aufstieg in die B-Gruppe bei der C-Weltmeisterschaft
- 2005 Kasachischer Meister mit Kaszink-Torpedo Ust-Kamenogorsk